# Galeato
Se llama galeato al prólogo de una obra cuando en él se defiende a la misma de los reparos u objeciones que se le pueden poner. La idea es metafórica, aludiendo al casco o celada (gálea) para proteger y defender la cabeza de los tiros y golpes del adversario. Así mismo, el galeato permite al autor proteger la validez de su obra.